# Bornes
Bornes é uma povoação portuguesa do Município de Macedo de Cavaleiros que foi sede da extinta Freguesia de Bornes, freguesia que tinha 18,75 km² de área e 390 habitantes (2011), e, por isso, uma densidade populacional de 21 hab/km².
A Freguesia de Bornes foi extinta (agregada) pela reorganização administrativa de 2012/2013, tendo o seu território sido agregado ao da Freguesia de Burga para criar a nova União de Freguesias de Bornes e Burga.
A antiga freguesia de Bornes estava integrada no Município de Macedo de Cavaleiros, no Distrito de Bragança.
Está situada junto à serra de Monte de Mel, também conhecida como serra de Bornes, distando da sede municipal cerca de 15 quilómetros.
O seu orago é Santa Marta, celebrada na freguesia a 29 de Julho.
Bornes foi uma freguesia essencialmente rural, tendo na agricultura o principal meio de subsistência dos seus habitantes, produzindo o trigo, centeio, batatas, mel e produtos da colmeia, castanhas e nozes. No entanto, outras actividades merecem também destaque, como é o caso da pecuária, da serralharia civil, da construção civil e do pequeno comércio que em muito contribuem para o desenvolvimento económico da freguesia.

## População
| População da freguesia de Bornes | População da freguesia de Bornes | População da freguesia de Bornes | População da freguesia de Bornes | População da freguesia de Bornes | População da freguesia de Bornes | População da freguesia de Bornes | População da freguesia de Bornes | População da freguesia de Bornes | População da freguesia de Bornes | População da freguesia de Bornes | População da freguesia de Bornes | População da freguesia de Bornes | População da freguesia de Bornes | População da freguesia de Bornes |
| -------------------------------- | -------------------------------- | -------------------------------- | -------------------------------- | -------------------------------- | -------------------------------- | -------------------------------- | -------------------------------- | -------------------------------- | -------------------------------- | -------------------------------- | -------------------------------- | -------------------------------- | -------------------------------- | -------------------------------- |
| 1864                             | 1878                             | 1890                             | 1900                             | 1911                             | 1920                             | 1930                             | 1940                             | 1950                             | 1960                             | 1970                             | 1981                             | 1991                             | 2001                             | 2011                             |
| 620                              | 700                              | 627                              | 689                              | 688                              | 628                              | 595                              | 693                              | 735                              | 825                              | 560                              | 575                              | 656                              | 420                              | 390                              |

## História
O povoamento do território a que corresponde a actual freguesia de Bornes é bastante remoto e a comprovar esse facto estão vários documentos do século XII. Por eles se sabe que a origem da povoação estaria na época pré-romana, dada a defesa castreja proporcionada pela serra Monte de Mel. O próprio topónimo da freguesia, “Bornes” é um testemunho da sua antiguidade, uma vez que, segundo alguns autores, é relativo à arqueologia local, referindo-se a “uma pedra que marca o limite de um terreno”.
O mais antigo documento escrito relativo à freguesia remonta a 1110, data em que duas famílias fazem a doação dos herdamentos que possuíam em “Bornis” ao arcebispo de Braga, D. Maurício. O motivo apresentado para a doação à sé bracarense de parte do padroado foi um homicídio cometido pelos doadores Vidas, Mendo Baldesendes e Aires Senderiques.
Em 1180, é feita outra doação, também à Sé bracarense, desta feita por Teresa Mendes, envolvendo a sua herdade na “villa de Bornes” e parte do padroado da igreja. As inquirições de 1258 demonstram que a igreja paroquial de Santa Marta era possuída às terças pelo arcebispo de Braga (representando a Sé primacial), por Nuno Martins de Chacim e por Afonso Mendes “de Bornes”. Posteriormente, a igreja aparece totalmente na posse arquiepiscopal, passando ao bispo de Miranda quando se criou essa diocese.
No século XVIII, a mitra apresentava o reitor, sendo a igreja uma comenda da Ordem de Cristo. Administrativamente, a freguesia esteve integrada no concelho de Cortiços, extinto a 31 de Dezembro de 1853.

## Património
- Igreja de Santa Marta ou Igreja Matriz de Bornes - Imóvel de Interesse Público;
- Capelas de Nossa senhora dos Prazeres e de S. Caetano;

Do património cultural edificado da freguesia de Bornes, são de mencionar a Igreja matriz e as capelas de Nossa senhora dos Prazeres e S. Caetano.

Além do seu património monumental, Bornes destaca-se também pelo seu património natural. A serra de Bornes domina a paisagem, sendo especialmente rica em termos de fauna e flora; este é também um dos locais mais procurados para a prática de desportos radicais, como por exemplo o parapente.
Recentemente, dia 4 de Março de 2012 foi inaugurado o Museu vivo do mel e da apicultura situado na aldeia de Bornes servindo também de centro de formação em apicultura.